# Anni 10 a.C.
Gli anni 10 a.C. sono il decennio che comprende gli anni dal 19 a.C. al 10 a.C. inclusi.

## Nati
- Olimpiade, principe
- Giulia minore, nobildonna romana17 a.C.
- 29 gennaio - Lucio Cesare, politico e militare romano († 2)15 a.C.
- 24 maggio - Germanico Giulio Cesare, politico e militare romano († 19)
- Alessandro, principe
- Erodiade, principessa14 a.C.
- 7 ottobre - Druso minore, politico e generale romano († 23)
- 23 ottobre - Agrippina maggiore, nobildonna romana († 33)12 a.C.
- 26 giugno - Marco Vipsanio Agrippa Postumo, politico romano († 14)
- Cassio Cherea, politico romano († 41)10 a.C.

- 1º agosto - Claudio, imperatore romano († 54)
- Bo Yikao, cinese
- Erode Agrippa I, re († 44)
- Gaio Asinio Pollione, magistrato romano
- Lucio Vitellio il Vecchio, politico romano († 51)
- Shimon ben Gamliel, rabbino ebreo antico († 70)

## Morti
- 21 settembre - Publio Virgilio Marone, poeta romano (n. 70 a.C.)
- Dongmyeong di Goguryeo, sovrano coreano (n. 58 a.C.)
- Albio Tibullo, poeta romano17 a.C.
- Asandro del Bosforo, generale e sovrano16 a.C.
- Emilio Macro, poeta romano
- Cornelia Scipione, nobildonna romana (n. 46 a.C.)15 a.C.
- Publio Vedio Pollione, romano14 a.C.
- Lucio Emilio Lepido Paolo, politico romano13 a.C.
- Marco Emilio Lepido, politico e militare romano12 a.C.
- Gaio Caninio Rebilo, magistrato romano
- Mitridate III di Commagene, sovrano
- Marco Vipsanio Agrippa, politico, militare e architetto romano11 a.C.
- Ottavia minore, nobildonna romana (n. 69 a.C.)